# (28340) Yukihiro
(28340) Yukihiro est un astéroïde de la ceinture principale.

## Description
(28340) Yukihiro est un astéroïde de la ceinture principale. Il fut découvert le 13 mars 1999 à Yatsuka (en) par Hiroshi Abe. Il présente une orbite caractérisée par un demi-grand axe de 3,01 UA, une excentricité de 0,15 et une inclinaison de 11,8° par rapport à l'écliptique.

## Compléments